# Страх од смрти
Практична филозофија изучава питање људске праксе и обухвата пре свега подручја етике, филозофије права, политичке филозофије. Практична филозофија изворно поставља питање о карактеру и смислу сврсисходног практичног и политичког делања, а тиме и питање разграничења спрам теоретског мишљења. Практична филозофија се уједно разграничава од теоретске филозофије и одређује посебност свог теоретског статуса.
Питање којим се филозофи често баве јесте однос према смрти. Смрт је једна од ретких ствари за које људи могу бити сигурни да ће им се догодити. Неки људи су свесни чињенице да смрт постоји, али не виде сопствену смрт. О томе говори и Толстој у свом делу Рат и мир. Међутим, људи су често свесни смрти, купују гробна места, пишу тестаменте... У филозофији, често се поставља питање да ли се смрти треба плашити и зашто. Смрт је, дакле, феномен према којем људи имају и когнитивни однос (верују или не у њену неминовност), али и емоционални однос (плаше се, радују јој се, итд.).
Филозофија се, у културној и цивилизацијској традицији, од најранијих дана бавила проблемом односа смртних људских бића према сопственој смртности и према догађају сопствене смрти. Сократ је, саопштава Платон, мислио да филозофија јесте вид припреме за смрт; добар филозоф је онај ко своју смрт дочека добро припремљен. Шта год то тачно значило, једна компонента адекватног дочекивања смрти требало би да буде и адекватна емоционална реакција.
Филозофи се баве питањем какав однос према смрти треба сматрати рационалним и још конкретније да ли је страх од смрти адекватна реакција на чињеницу да ће особа умрети. Другим речима, да ли је рационално плашити се смрти. Умирање може бити изразито болно и непријатно, како физички тако и емоционално. Када неко окончава свој живот у дуготрајном болном умирању од физичких повреда,  утолико се може рећи да је такво умирање нешто лоше. Болно умирање јесте нешто чега се треба плашити, јер је изразито лоше за онога ко то доживљава.
Међутим, и ово је поента дистинкције коју филозофи повлаче да би избегли неспоразум, болно умирање није нешто чега се треба плашити због тога што се ради о процесу који резултира смрћу, већ због тога што је сâм процес болан, а тиме и лош за онога ко га доживљава. Сходно томе, може се рећи да када је умирање безболно, као на пример када се догоди у сасвим бесвесном стању или у дубоком сну, онда нема ничега чега се треба плашити.

## Аргумент против страха
Аргумент против страха од смрти се заснива на идеји да човек не треба да се плаши онога што није лоше за њега, и на тврдњи да смрт није лоша за онога ко умире. Аргумент гласи:
- (ПС1) Свака особа која умре престаје да буде свесна.
- (ПС2) Ако особа која умре престаје да буде свесна, онда смрт није лоша за ту особу
- (ПС3) Дакле, смрт није лоша за особу која умре.
- (ПС4) Ако смрт није лоша за особу која умре, онда се не треба плашити смрти.
- (ПС5) Дакле, не треба се плашити смрти.

### Хедонизам
Премиса ПС2 тврди како у случају да свесност престаје са смрћу, може се рећи да смрт није лоша за онога ко је умро. Одбрана премисе ПС2 се најлакше може засновати на тези да је доживљавање задовољстава једина ствар која је добра за човека, а да је доживљавање болова, како физичких, тако и емоционалних, једина ствар која је лоша за човека.
Постоје разне ствари које су добре или лоше, а да су различите од искустава задовољства или бола: победа на светском првенству у кошарци; прослава успеха са најбољим пријатељима; неузвраћена љубав; лоша оцена на испиту. Али у свим овим случајевима може се рећи да се оцена о томе да ли се ради о нечему добром или лошом може свести на присуство искустава задовољства или бола. У сваком од ових случајева може се идентификовати задовољство или болови који конкретан догађај чине добрим или лошим. Неузвраћена љубав је лоша због емоционалне патње и бола кроз које особа пролази, а прослава са најбољим пријатељима је добра због осећања задовољства које производи блиски контакт са драгим људима.
Филозофи додуше морају бити опрезни са начином на који ће изразити увид о фундаменталној важности осећања задовољства и бола за вредносну оцену појединачних доживљаја. На пример, могу покушати са оваквом формулацијом:
(Х) Нека ствар је лоша за одређену особу ако и само ако је болна.
„Ствар“ овде треба схватити на што је могућие шири начин: може укључивати предмете, доживљаје, догађаје, итд. Теза Х је, нажалост, неупотребљива као формулација хедонистичког увида. Постоје два проблема са овом тезом. Као прво, присуство бола није нужно за то да нешто буде лоше.
Постоје разне ствари које нису болне а које могу бити лоше: на пример, не мора бити болно да особа проведе целу ноћ пре испита играјући онлајн игру, али је свеједно лоше за њу. Такође, присуство бола није ни довољно за то да нешто буде лоше. Посета зубару приликом које особа доживи нека непријатна и болна искуства није лоша за особу.
Зашто је играње игре лоше иако није болно а посета зубару добра иако је болна? Одговор је да ови догађају су добри или лоши сходно томе какав биланс садашњих и будућих задовољстава и болова испостављају. Ако особа проведе целу ноћ играјући онлајн игру, на испиту ће бити неиспавана и уморна, њен мозак неће функционисати на довољно добар начин да оствари успех каквом се нада и то ће довести до значајно болних емоција када се буде кајала због пропуштене прилике и због даљих последица које ће то имати на њен живот (поновљена година, разочарање у себе, итд.).
Слично томе, посета зубару је болна, али није лоша јер води решавању проблема који би особу, кроз неколико месеци, довео у ситуацију да доживи значајно горе болове од оних на које је сад пристала. Модификована формулација тезе хедонизма јесте:
(Х*) Нека ствар је лоша за одређену особу ако и само ако за последицу има више бола него што би та особа иначе доживела.
Ова формулација може да задржи поенту иницијалне идеје хедонизма као начин да се објасни евалуирање ствари као добрих или лоших, а да истовремено објасни случајеве ствари које су само наизглед добре или лоше због осећања задовољства и бола које непосредно производе.

### Модификовани аргумент на основу хедонизма
Премиса ПС2 сада може бранити формулисање аргумента који је подржава:
- (АХ1) Ако особа која умре престаје да буде свесна када умре, онда смрт не производи више бола од онога што би та особа иначе доживела.
- (АХ2) Нека ствар је лоша за одређену особу ако и само ако за последицу има више бола него што би та особа иначе доживела.
- (ПС2) Ако особа која умре престаје да буде свесна, онда смрт није лоша за ту особу.

Првој премиси није потребна посебна одбрана. Чињеница је да је бол нешто што се може доживети само у свесном стању, па је несумњиво да, у случају да смрт доноси престанак свесности, по наступању смрти неће бити никаквих болних стања. Самим тим, смрт не може да резултира са више бола од онога што би дата особа доживела да није умрла. Друга премиса је раније наведена хедонистичка теза Х*. Аргумент пада или пролази у зависности од тога шта може да се каже у одбрану ове тезе. Међутим, постоје приговори и тези Х*.

### Приговори
Прво, Х* се може довести у питање позивањем на конгениталну аналгезију као противпример. Конгенитална аналгезија је генетски условљено стање у којем особа нема способност да осећа бол. За такву особу би било веома лоше ако би спустила длан на усијану ринглу (оштећења коже и других ткива би била знатна), иако не би осећала више бола него да није то учинила.
Изгледа да конгенитална аналгезија показује да већи бол није нужан за то да се нека ствар прогласи лошом за одређену особу. Х* као да имплицира да за особе са конгениталном аналгезијом ништа не може бити лоше.
Међутим, ово није импликација тезе Х*. Разлог за то јесте да се о болу као ономе што фигурира у вредносном оцењивању ствари, говори и о физичком болу, али и о емоционалном болу. Особа која не осећа физичку сензацију бола ипак је сасвим способна да буде емоционално погођена повредом руке. Такав догађај је може емоционално повредити и чак произвести трајне последице, не најмање у виду страха од могућности да се у будућности догоде други слични догађаји без присуства бола као упозорења.
Други приговор који се може изнети против Х* настаје указивањем на чињеницу да нешто може бити одређеној особи сасвим пријатно а да је и даље лоше. На пример, може се замислити особа која доживљава врхунско задовољство када кришом посматра људе који се пресвлаче у свлачионицама на јавним базенима. Ако би неко такав кришом пробушио рупу у зиду свлачионице и затим непримећен са друге стране зида посматрао пливаче који се пресвлаче, доживео би огромно задовољство. Међутим, та врста самовољног нарушавања туђе приватности нешто лоше. Х* онда ипак каже нешто погрешно: требало би да изостанак већег бола може за последицу да има само нешто добро. Овај приговор погрешно интерпретира оно што се тврди тезом Х*. Наиме, ова теза нешто говори само о томе шта је добро или лоше за неку особу, али не и шта је добро или лоше у апсолутном смислу, односно независно од тога да ли вредносно процењује та ствар из перспективе неког појединачног субјекта. Х* је сасвим компатибилно са тврдњом да је нарушавање приватности посетилаца базена само по себи погрешно; све што ова теза тврди је да тај поступак није лош за преступника јер неће водити већем болу.
Трећи приговор се не супротставља хедонизму као таквом, већ инсистира на томе да је тези Х* потребна даља модификација. Није довољно, идеја је овог приговора, да се дефинише оно што је за некога лоше само путем већег бола, већ се мора увести и зависност овакве евалуације од мањег задовољства. Алтернативну формулацију хедонистичке тезе:
- (Х**) Нека ствар је лоша за одређену особу ако и само ако за последицу има више бола или мање задовољства него што би та особа иначе доживела.

Х** се може учинити као нешто сасвим супротно од приговора, као разложна и чак добронамерна интервенција на претходној формулацији тезе хедонизма. Уосталом, јасан је смисао у којем је ток догађаја који води мањој количини задовољства лошија варијанта у односу на алтернативне токове догађаја. Теза Х** веома опасна теза за некога ко брани Аргумент на основу хедонизма. Разлог за то је у чињеници да смрт сасвим сигурно лишава особу која умире макар неких задовољстава која би доживела да их смрт није предупредила. Ако је тако, Х** имплицира да је смрт лоша за људе.
Ипак, Х** се може одбацити. Чињеница да један од два алтернативна тока догађаја доноси више задовољства не значи нужно да је неповољнији ток догађаја самим тим лош за особу која је субјекат тих догађаја. На пример, могу се упоредити два алтернативна сценарија, један у којем на испиту особа  добија 10 као завршну оцену и други у којем на испиту добија 9. Први сценарио је несумњиво онај у којем ће доживети веће задовољство, али то не значи да је алтернативни сценарио лош за ту особу.
Х** се показује као неприхватљива верзија хедонистичког увида. То се може учинити још јаснијим ако формулише аргумент против Х**. Уколико је та особа добила 9:

#### Аргумент испита:
- (АИ1) Доживела би веће задовољство да је добила 10 на испиту.
- (АИ2) Ако би доживела веће задовољство да је добила 10 на испиту, онда: ако је Х** истинито, чињеница да је добила 9 на испиту је лоша за њу.
- (АИ3) Чињеница да је добила 9 на испиту није лоша за њу.
- (АИ4) Дакле, Х** није истинито.[4]

## Свест после смрти
Прва премиса Аргумента против страха од смрти тврди да свака особа која умре престаје да буде свесна. Некима ће ова тврдња изгледати очигледно истинита и непроблематична. Смрт подразумева престанак рада мозга, а са престанком можданих активности престају и свесна стања. Али сигурно има оних који очекују да ће по окончању рада телесних органа и функција ипак некако наставити са својим свесним животом у неком другом облику или виду. На крају крајева, можда има и оних који се најрадије уздржавају од суда о овим стварима, сматрајући да не можемо бити сигурни у остваривање нити једног од два поменута сценарија.
Како би се примакли консензусу о овом питању, филозофи су понудили аргумент који има за циљ да покаже да заиста престаје свесност онда када наступи смрт. Потребна је једна произвољна људска индивидуа, субјект С. За свако људско биће, па и за С-а важи да тачно тамо где се он, С, налази, налази се и једна животиња, тј. Један животњски организам—један сисар, примат који је способан да хода усправно на две ноге. С обзиром на ово, постоји и аргумент:
Аргумент против посмртне свести:
- (ППС1) Ако Животиња престаје да буде свесна када С умре и С је Животиња, онда С престаје да буде свестан када умре.
- (ППС2) Животиња престаје да буде свесна када С умре.
- (ППС3) С је Животиња.
- (ППС4) Дакле, С престаје да буде свестан када умре.

Прва премиса овог аргумента се лако брани. Овом премисом се још увек не тврди да је С идентичан са Животињом, нити да Животиња престаје да бива свесна по својој смрти. Једино што се тврди је следеће: уколико су ове две ствари истините, онда ће С престати да буде свестан кад умре. Ако  се претпостави да између С и Животиње постоји релација идентитета, онда су они у релацији у каквој стоје Џорџ Орвел и Артур Блер (Артур Блер је право име писца Џорџа Орвела). Тачније, може се рећи да су „С“ и „Животиња“ само два начина који се могу употребити када се говори о једној те истој ствари. И онда, ако је то тако, све што важи за Животињу мораће да важи и за С (и обрнуто).
Дакле, ако се испостави да Животиња престаје да има свесна стања када умре, и ако се испостави да су С и Животиња идентични, важиће и за С да престаје да има свесна стања када умре. Друга премиса тврди да живи, телесни организми престају да буду свесни онда када наступи смрт особе којој тај организам „припада“. Идеја ове премисе је следећа. Како год неко мислио да је могуће да се живот и свесна стања наставе на неком „другом свету“, свакако ће прихватити да физички, телесни организам са којим особа коинцидира током живота више неће имати свесна стања.
Физички, телесни организам ће бити сахрањен да иструне или ће бити спаљен, али сасвим сигурно неће имати свесна стања. Неко ко мисли да ће имати свесна стања после смрти, као и да је то нешто што очекује сваку особу, може спокојно да прихвати ППС2.

### Вишак субјеката мишљења
Главни посао у вези са Аргументом против посмртне свести тек предстоји и треба одбранити трећу премису, односно доказати да су С и Животиња идентични. Један кратки и једноставни аргумент у прилог тој тврдњи; потребно је замислити да С седи у својој фотељи и размишља:
Аргумент вишка субјеката мишљења:
- (ВС1) Животиња седи у С-овој фотељи и размишља.
- (ВС2) С је једини субјекат који седи у С-овој фотељи и размишља.
- (ППС3) С је Животиња.

Премиса ВС1 је крајње уверљива. Сво размишљање које се одвија у С-овој фотељи дешава се посредством С-овог мозга. Али С-ов мозак, као и његова глава, делови су Животиње. Дакле, слободно се може рећи да Животиња сада размишља.
Овде би отпор могао да пружи неко ко сматра да физички, телесни делови и компоненте једне особе нису одговорни за њено размишљање, за њен ментални живот. С је онај ко мисли, Животиња је само „алат“ посредством којег С-ов ментални живот бива реализован и спроведен у физичкој стварности. Међутим, оваква тврдња би захтевала да неосновано издвојимо човека из природног света. Друге животиње су способне за неке видове мишљења и расуђивања, свакако не за све оно за шта је човек способан, али довољно да препознамо да се ради о истој врсти способности која је код човека значајно развијенија.
Премиса ВС2 тврди да је С једини субјекат који је у С-овој фотељи и који размишља. У ову премису је тешко посумњати јер у фотељи се налази тачно један организам са тачно једним мозгом који је, од тренутка до тренутка, у тачно одређеним појединачним неуролошким и психолошким стањима. Једноставно нема ничега другог у фотељи што би могло да буде субјекат мишљења, осим онога што је у фотељи и тренутно размишља помоћу тог мозга; тачније, једино је особа која седи у фотељи та која размишља. А та особа је С. Премисе ВС1и ВС2 заједно имплицирају ППС3, последњу премису Аргумента против посмртне свести. После смрти, особа која је умрла престаје да буде свесна.

## Страх и рационалност емоција
Последња премиса Аргумента против страха од смрти, ПС4, тврдња је да се смрти не треба плаштити уколико смрт није лоша за особу која ће умрети. Филозофи поред доказивања да се смрт није лоша за особу која умире, треба да докажу и да се не треба плашити смрти. Тврдња да се смрти не треба плашити је нормативна тврдња. Нормативне тврдње изражавају судове о томе да ли је достигнут неки стандард спрам којег се особа или поступак (или нешто треће) оцењује. Када се каже да неко не треба да поступа на одређени начин, тиме се ефективно изражава суд да је поступак мањкав утолико што није у складу са нормама или стандардима доброг поступања. Слично томе, када се каже да не треба да се људи плаше смрти, тиме се изражава суд да је чињеница да људи поседују одређену емоцију (страх од смрти) знак тога да постоји нека норма коју не испуњавају. У овом случају, може се рећи да се ради о норми рационалности: када се каже да неку емоцију не треба човек да поседује, онда се жели рећи да је, на неки начин, ирационално то што има дату емоцију.
Тврдња да јављање одређених емоција може бити ирационално не треба да се схвати као да подразумева осуду особе због чињенице да испољава дату емоцију. Али не би требало да буде спорно да се може испољавање најразличитијих емоција сматрати природним, а да истовремено за неке од њих мислити да су на неки начин непримерене, или ирационалне.
Оно што ове страхове чини ирационалним је то што предмети који изазивају страх, лоптице памучне вате или људска колена, нису предмети који су лоши за особе које од њих гаје страх. Имајући овај критеријум у виду, може се рећи да је ПС4 истинита тврдња: у случају да смрт није лоша за особу која умире, не би требало да је се плаши, односно страх од смрти је ирационалан.
Овим се не тврди да је страх од смрти неприродан или да је неприродно осећати страх од смрти. Страх као реакција на чињеницу смртности може бити сасвим нормалан и може бити уобичајен. Али то и даље не значи да је рационалан.